# 浜島直子
浜島 直子（はまじま なおこ、1976年9月12日 - ）は、日本の女性ファッションモデル、タレントである。北海道札幌市出身。北海道札幌西陵高等学校卒業。愛称は、はまじ。

## 来歴・人物
芸能事務所株式会社アクラ(a:cura)がマネジメントしている。愛称ははまじ、身長は170センチメートル、血液型はO型、ピアノ、華道、英会話を趣味に、料理、フランス語、茶道（裏千家）、ダイビングを特技としている。撮影現場を共にした縁で一回り年上の男性と23歳で結婚し、2014年10月に長男を出産。
『mc Sister』の専属モデルとして19歳でデビューし、『MORE』を中心にモデルとして活躍。『世界・ふしぎ発見!』にミステリーハンターとして2002年1月12日第762回『ブラ!ブラ!フィジー大冒険!!』に初出演以来、レギュラーとして2012年4月28日現在66回出演しており、番組史上長年2位を維持していた水沢螢を越えて単独2位に至るも、坂本三佳に抜かれて現在は3位である。

## 出演

### TV

#### 現在
- TBS、日立 世界・ふしぎ発見!（2002年1月 - ）
- TBS、暮らしのレシピ（2005年4月 - 2021年3月27日）
- NHK総合、あさイチ（2011年6月 - ）不定期ゲストコメンテーター

#### 過去
- NHK教育、フランス語会話、司会（2000年4月 - 2001年3月）
- TBS、私的チャイナビ（2007年6月 - 7月）
- BS-TBS、LEE Style（2010年10月9日 - 2011年3月19日）
- BS-TBS、LEE Style+（2011年4月15日 - 2014年3月15日）
- テレビ東京、ソロモン流（2011年6月12日）
- NHKEテレ チョイス@病気になったとき（2013年4月- 2016年3月5日）

### ラジオ
- bayfm、TOKYO GAS Curious HAMAJI（2010年4月 - ）
- TOKYO FM、山崎怜奈の誰かに話したかったこと。（2025年5月22日、代理パーソナリティ[3]）

### CM・広告

#### 現在
- ピップフジモト、スリムウォーク（2002年9月 - ）
- 小林製薬、ブレスケア（2006年 - ）
- 花王、ビオレ（2009年 - ）

#### 過去
- 東京学園専門学校（1996年 - 1997年）
- マクドナルド、テリヤキマックバーガー（1996年）
- NEC、デジタルムーバ（1998年）
- 日立マクセル、アルカリエース（1998年 - 1999年）
- ダノン、ボルヴィック（1998年 - 1999年）
- ライオン、アロマのひととき（1999年）
- 集英社、MORE（2002年2月 - 2002年8月）
- セブンイレブン・ジャパン（1997年、2003年）
- ESS、pwスキンケアシリーズ（2001年12月 - 2003年2月）

## 書籍

### 著書
- はまじの地球まるかじり 旅の虫（2007年4月28日、講談社）ISBN 978-4062138659
- はまじのはじまり AtoZ（2012年5月7日、集英社）ISBN 978-4083331244
- 銀の粉（2020年10月2日、ミルブックス）ISBN 978-4910215037

### 雑誌
- MORE（集英社）
- BAILA（集英社）
- MAQUIA（集英社）
- anan（マガジンハウス）
- spring（宝島社）
- LEE（集英社）
- 季刊ムラマツ（ムラマツ・メンバーズ・クラブ、2021年春号/Vol. 151）- 「Shine 輝く女性たち」

### カタログ
- iedit（フェリシモ）